# Opowieść w czerwieni
Opowieść w czerwieni – polski film psychologiczny z 1974 r. na podstawie opowiadania Andrzeja Brauna Próżnia.

## Obsada aktorska
- Jan Nowicki - plutonowy Kuryło
- Alicja Jachiewicz - Regina
- Tadeusz Janczar - kapitan Paszkowski
- Paweł Galia - Gralewski
- Karol Podgórski - Pajda

## Fabuła
Akcja rozgrywa się jesienią 1947. Na Podkarpaciu, w wiosce terroryzowanej przez bandę niejakiego „Hetmana”, Kuryło - pochodzący z tej wsi były żołnierz AK, GL i WP, na własną prośbę zostaje mianowany komendantem MO. Chce zaprowadzić spokój i porządek, jednak z obawy przed bandą, miejscowa ludność nie chce mu pomóc. Dochodzi do ostatecznej rozprawy, którą Kuryło podejmuje samotnie. Dopiero wtedy ludność staje po jego stronie.